# Komisja Kultury i Środków Przekazu (Sejm)

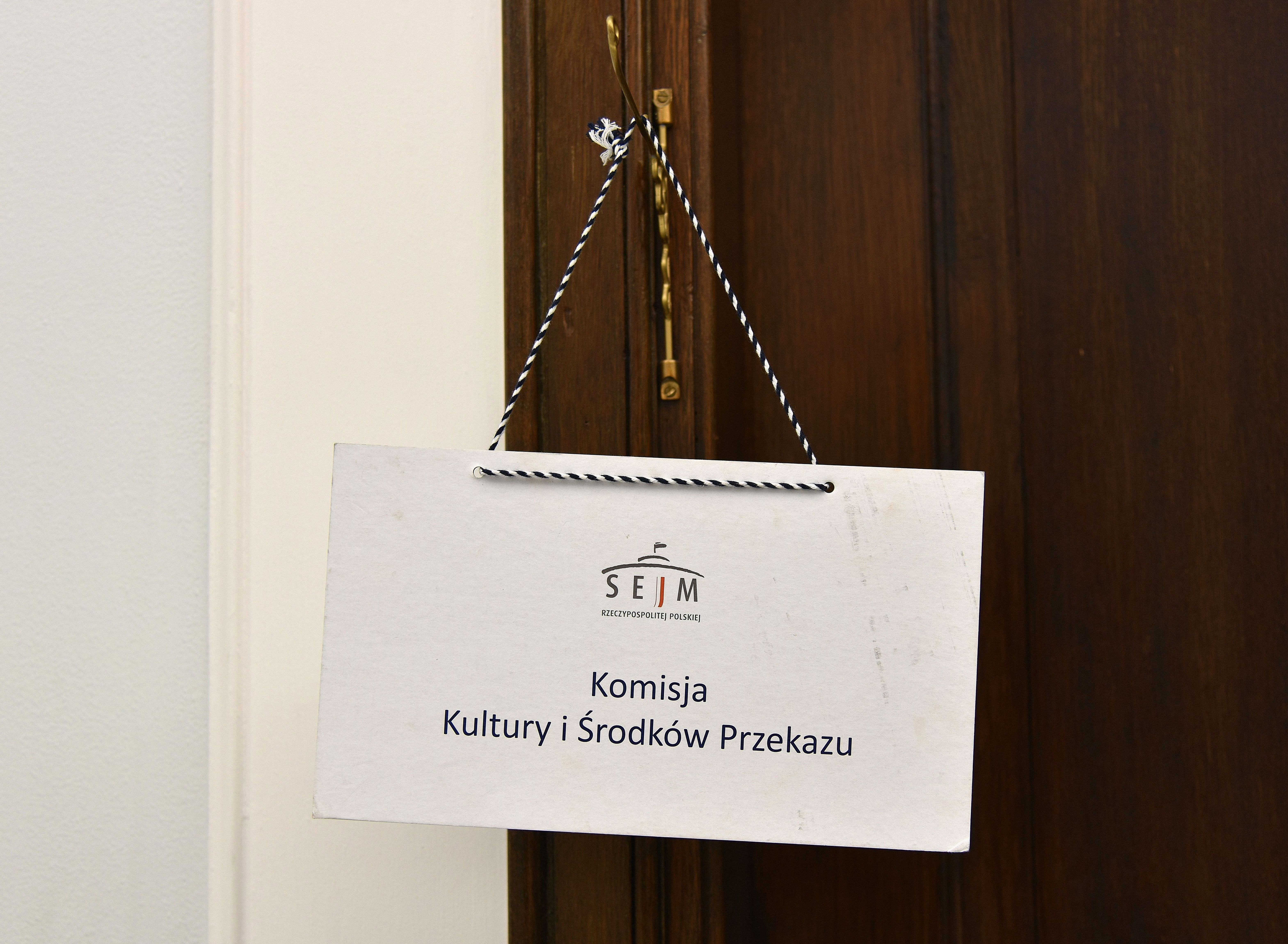
Informacja o trwającym posiedzeniu Komisji Kultury i Środków Przekazu

Komisja Kultury i Środków Przekazu (KSP) – dawna stała komisja sejmowa, zajmująca się sprawami polityki kulturalnej i informacyjnej państwa, w tym rozwoju kultury i sztuki, twórczości, upowszechniania kultury, ochrony dziedzictwa kulturalnego, prasy, radia i telewizji, wydawnictw, społecznego ruchu kulturalnego oraz współpracy kulturalnej z zagranicą. KSP była zaliczana do komisji średnich.
20 marca 2025 została przekształcona w Komisję Kultury, Dziedzictwa Narodowego i Środków Przekazu.

## Komisja wSejmie X kadencji

### Prezydium
- Piotr Adamowicz (KO) – przewodniczący,
- Urszula Augustyn (KO) – zastępca przewodniczącego,
- Daria Gosek-Popiołek (Lewica) – zastępca przewodniczącego,
- Norbert Kaczmarczyk (PiS)  – zastępca przewodniczącego,
- Wojciech Król (KO) – zastępca przewodniczącego,
- Joanna Lichocka (PiS) – zastępca przewodniczącego.

### Podkomisje
- Podkomisja stała do spraw mediów i polityki audiowizualnej (KSP01S)[4]
  - przewodniczący – Maciej Wróbel (KO)
- Podkomisja stała do spraw czytelnictwa i prawa autorskiego (KSP02S)[5]
  - przewodnicząca – Paulina Matysiak (Razem)
- Podkomisja stała do spraw edukacji artystycznej i kulturalnej dzieci i młodzieży (KSP03S)[6]
  - przewodnicząca – Aleksandra Leo (PL2050–TD)

## Skład Komisji wSejmie IX kadencji
Liczy 30 posłów. W jej prezydium zasiadają:
- Piotr Babinetz (PiS) – przewodniczący
- Joanna Lichocka (PiS) – odwołana z funkcji zastępcy przewodniczącego na posiedzeniu komisji w dniu 24 lipca 2020 r. Jest to pokłosie wydarzeń z 13 lutego 2020 r., kiedy na posiedzeniu Sejmu pokazała środkowy palec w kierunku posłów opozycji[7].
- Joanna Scheuring-Wielgus (Lewica) – zastępca przewodniczącego
- Marek Suski (PiS) – zastępca przewodniczącego
- Iwona Śledzińska-Katarasińska (KO) – zastępca przewodniczącego
- Bożena Żelazowska (PSL-Kukiz15) – zastępca przewodniczącego[8]

## Prezydium Komisji wSejmie VIII kadencji
- Piotr Babinetz (PiS) – przewodniczący
- Iwona Śledzińska-Katarasińska (KO) – zastępca przewodniczącego
- Anna Sobecka (PiS) – zastępca przewodniczącego
- Krzysztof Mieszkowski (KO) – zastępca przewodniczącego
- Jacek Świat (PiS) – zastępca przewodniczącego[9]

## Prezydium Komisji wSejmie VII kadencji
- Iwona Śledzińska-Katarasińska (PO) – przewodnicząca
- Jerzy Fedorowicz (PO) – zastępca przewodniczącego
- Anna Grodzka (Niez) – zastępca przewodniczącego[10]

## Prezydium Komisji wSejmie VI kadencji
- Iwona Śledzińska-Katarasińska (PO) – przewodniczący
- Jerzy Fedorowicz (PO) – zastępca przewodniczącego
- Elżbieta Kruk (PiS) – zastępca przewodniczącego
- Sylwester Pawłowski (SLD) – zastępca przewodniczącego[11]

## Prezydium Komisji wSejmie V kadencji
- Iwona Śledzińska-Katarasińska (PO) – przewodniczący
- Jerzy Wenderlich (SLD) – zastępca przewodniczącego
- Halina Molka (PiS) – zastępca przewodniczącego[12]

## Prezydium Komisji wSejmie IV kadencji
- Jerzy Wenderlich (SLD) – przewodniczący
- Jan Byra (SDPL) – zastępca przewodniczącego
- Tadeusz Samborski (PSL) – zastępca przewodniczącego
- Iwona Śledzińska-Katarasińska (PO) – zastępca przewodniczącego[13]

## Prezydium Komisji wSejmie III kadencji
- Jan Maria Jackowski (AWS) – przewodniczący
- Zdzisław Podkański (PSL) – zastępca przewodniczącego
- Tomasz Wełnicki (AWS) – zastępca przewodniczącego
- Marcin Zawiła (UW) – zastępca przewodniczącego[14]

## Prezydium Komisji wSejmie II kadencji
- Juliusz Braun (UW) – przewodniczący
- Tadeusz Samborski (PSL) – zastępca przewodniczącego
- Andrzej Urbańczyk (SLD) – zastępca przewodniczącego[15]

## Prezydium Komisji wSejmie I kadencji
- Juliusz Braun (UD) – przewodniczący
- Ryszard Czarnecki (ZChN) – zastępca przewodniczącego
- Aleksander Krawczuk (SLD) – zastępca przewodniczącego
- Władysław Serafin (PSL) – zastępca przewodniczącego[16]

## Prezydium Komisji wSejmie X kadencji PRL
- Andrzej Łapicki (UD) – przewodniczący
- Dobrochna Kędzierska-Truszczyńska (PUS) – zastępca przewodniczącego
- Ireneusz Skubis (ZSL) – zastępca przewodniczącego
- Jerzy Slezak (SD) – zastępca przewodniczącego[17]